# Pedanía
Uma pedanía é uma divisão administrativa de carácter territorial existente em alguns países de língua espanhola que, conforme os países, têm alguma autonomia de governo ou controlo sobre certos aspetos do respetivo território. 

## Em Espanha
Em Espanha as pedanías são entidades locais menores dependentes de um município, em relação ao qual geralmente têm alguma autonomia, cuja extensão e contornos podem ser diferentes conforme os municípios. Em todo o país existem mais de 3 000 entidades locais menores. Quando têm autonomia, apresentam algumas semelhanças com as freguesias portuguesas, embora geralmente sejam de caráter eminentemente rural e não urbano.
As competências das pedanías passam principalmente pela gestão de bens e património comuns, nomeadamente florestais e caminhos. O ayuntamiento pode também delegar algumas competências às pedanías.
Quanto têm alguma autonomia, as pedanías são reguladas pelo artigo 45º da Lei de bases do Regime Local dos Estado espanhol, que determina que:
- Tenham um órgão unipessoal executivo eleito diretamente (o alcaide pedáneo).
- Tenham um órgão colegial de controlo, cujo número de membros não poderá ser inferior a dois nem superior a um terço do número de vereadores do ayuntamiento (governo municipal) do município de que fazem parte. Os membros desta assembleia são designados com base nos resultados das eleições municipais, na parte referente ao órgão pessoal. O órgão colegial pode ser substituído pela adoção do regime de "concelho aberto", em que a assembleia é constituída por todos os eleitores da pedanía.
- Os acordos sobre a disposição de bens, operações de crédito e expropriação forçada devems er ratificados pelo ayuntamiento.